# Mads Kjøller Henningsen
Mads Kjøller Henningsen (13. september 1990) er en dansk folkemusiker. Han spiller adskillige instrumenter, og han har medvirket i en lang række konstellationer og bands; Deas, Asynje, Pøbel, Trolska Polska, Spöket i Köket, Floating Sofa Quartet og siden 2017 i Lars Lilholt Band. Med disse grupper har han været nomineret og vundet adskillige priser inden for folkemusik, særligt ved Danish Music Awards Folk.

## Opvækst og Uddannelse
Mads Kjøller Henningsen er yngste søn af musikeren Povl Kjøller.
Allerede som barn medvirkede han på en af sin fars udgivelser, da han sang med på CD'en Eventyrslottet fra 1999.
Under sin opvækst interesserede han sig for liverollespil, og lærte i den forbindelse at spille tinwhistle og bodhrán.
I 2007 deltog han for første gang i ungdoms-folkemusikstævnet ROD - et stævne som han siden var med til at arrangere i 2009 og 2010. Han blev student fra Aurehøj Gymnasium i 2009.
I 2012 startede han på folkemusiklinjen Syddansk Musikkonservatorium i Odense. I 2014 blev uddannelsen flyttet til Esbjerg, og Henningsen flyttede da til Fanø sammen med fire andre medstuderende. Undervejs i sin uddannelse tilbragte han desuden et år på folkemusiklinjen Skurups folkhögskola i Skåne. Han afsluttede sin bachelorgrad i 2016, og flyttede herefter til København.

## Karriere
Henningsen påbegyndte allerede sit professionelle musikervirke som teenager i middelaldergruppen Gavn med sammen John Hart (fedel), Patrik Tunberg (trommer) og Nicolas Koch-Simms (drejelire); en gruppe der med tiden omdannedes til Pøbel.
I 2010 blev Henningsen som bodhrán- og fløjtespiller medlem af bandet Deas, som spiller irsk folkemusik. Gruppen modtog Dansk Musiker Forbunds talentpris i 2015.
I årene 2010-2012 var Kjøller Henningsen desuden medlem af folktronica-gruppen Asynje og medvirkede således på gruppens album Genkaldt (2011).
I 2011 var han med til at danne gruppen Trolska Polska sammen med Martin Seeberg, Lasse Væver Jacobsen, Anja Lillemæhlum og Magnus Heebøll. Gruppen har siden udgivet tre albums og været nomineret til flere priser ved Danish Music Awards Folk
I anmeldelsen af gruppens tredje album Eufori i 2020 fremhævede Rootszones anmelder Kjøller Henningsen og skrev at hans "fløjter, drejelire og sækkepibe indtager en hovedfunktion i de ekspressive, harpiksduftende arrangementer. Troldmandens lærling? Ja, hvem ved?"
Sammen med Clara Tesch (Danmark), Leija Lautamaja (Finland) og Malte Zeberg (Sverige) er han desuden en del af den nordiske folkemusikgruppe Floating Sofa Quartet.. Gruppen har udgivet to albums, været nomineret til flere priser ved DMA Folk, og vundet Årets Folk Udgivelse for albummet Neighbourhood (2018) ved DMA Folk i 2019.
Sammen med Lasse Væver Jacobsen, Thor Ahlgren og Magnus Heebøll er Henningsen også medlem af middelaldermusikgruppen Pøbel. Iført periodens beklædning og med middelalderlige instrumenter har gruppen spillet på en lang række middelaldermarkeder, festivaler og museer i både Danmark, Sverige, Norge og Holland.
Med det svensk-danske folk-bigband Spöket i Köket har Henningsen udgivet tre albums, hvoraf Château du Garage fra 2019 var nomineret til Årets Folk Udgivelse ved DMA Folk.
I 2017 blev han optaget i Lars Lilholt Band og har siden været en fast del af orkestret.
Kjøller Henningsen har desuden siddet i bestyrelsen i en række folkmusik- og danse-foreninger.

## Diskografi

### Med Floating Sofa Quartet
- The Moon we Watch is the Same (2016)
- Neighbourhood (2018)
- Sofa Songs (2023)
- Kystnært (2024)

### Med Trolska Polska
- Moss (2014)
- Untold Tails (2016)
- Eufori (2020)

### Med Spöket i Köket
- Den Nya Spisen (2017)
- Château du Garage (2019)
- Kurbits & Flames (2022)

### Med Lars Lilholt Band
- Drømmefanger (2018)
- Live på Smukfest (2019)
- Lad julen vare længe (2020)
- Decameron (2021)
- De nye og de største (live, 2022)
- Kosmiske Kindkys (2024)

### Med Pøbel
- Lux Luminum (2017)

### Med Asynje
- Genkaldt (2011)

### Gæsteoptræden
- Eventyrslottet (1999) af Povl Kjøller. Synger
- Dragekamp og Koglekast (2017) af Tigertræning. Spiller fløjter, drejelire, sækkepibe og skalmeje
- Long story short (2018) af Kristian Fogh. Spiller trætværfløjte.
- Tral, Tråd & Traditioner (2021) af Mia Guldhammer & Morten Alfred Høirup. Spiller  trætværfløjte drejelire og percussion.
- Total Annihilation (2022) af Trio Svin. fløjte og bodhran.
- Langt ud’ i skoven (2022) af Dreamers Circus’ & DR Børnekoret.
- Spacebaby (2024) af Skammens Vogn. Spiller sækkepiber og fløjter.
- Yule (2024) af Dreamers’ Circus og Teitur Lassen. Spiller skalmejer, fløjter, sækkepiber, drejelire etc.